# Петровка (Марьяновский район)
Петровка — деревня в Марьяновском районе Омской области России. Входит в состав Шараповского сельского поселения.

## История
Основана в 1923 г. В 1928 г. посёлок Петровка состоял из 9 хозяйств, основное население — украинцы. В составе Степновского сельсовета Любинского района Омского округа Сибирского края.

## Население
| 2010 |
| ---- |
| 312  |